# Emilio García Gómez
Pour les articles homonymes, voir García et Emilio García.
 (juillet 2025).
Si vous disposez d'ouvrages ou d'articles de référence ou si vous connaissez des sites web de qualité traitant du thème abordé ici, merci de compléter l'article en donnant les références utiles à sa vérifiabilité et en les liant à la section « Notes et références ».
Emilio García Gómez, 1er comte des Alixares, né à Madrid le 4 juin 1905 et mort dans la même ville le 31 mai 1995, est un arabiste et traducteur espagnol.

## Biographie
Après des études de lettres et philosophie, il est à 21 ans auxiliaire de chaire. En 1927 il obtient une bourse de la Junta de Ampliación de Estudios pour étudier des manuscrits arabigo-espagnols en Égypte, en Syrie et en Irak. Il s'agit de son premier séjour au Moyen-Orient. Il y est le disciple de Taha Husayn, et entre en contact avec le grand mécène et bibliophile égyptien Ahmad Záki Pachá (en). Celui-ci met à sa disposition un important manuscrit de poésie : une célèbre anthologie de Ibn Sa‘id al-Magribí (en), le Libro de las banderas de los campeones (Livre des drapeaux des champions), qui constitue la base de ses connaissances de la poésie d'Al-Andalus et de son premier grand succès éditorial, les Poemas arabigoandaluces (1930), qui influença la Génération de 27, et notamment Federico García Lorca, qui s'en inspira dans son Divan du Tamarit. Il fréquenta les soirées madrilènes qui réunissaient des intellectuels aussi importants que José Ortega y Gasset.
En 1925 on lui décerne le prix Rivadeneyra et il obtient le titre de docteur l'année suivante. En 1930, l'Académie royale espagnole lui décerne le prix Fastenrath. La même année, il obtient par concours la chaire de langue arabe de l'université de Grenade, poste qu'il occupe jusqu'à la fin de 1935, où il accède à l'université centrale de Madrid. Le 4 juin 1975, il devient docteur honoris causa de l'université de Grenade, coïncidant avec sa retraite universitaire. Dans cette ville il est le premier directeur de la nouvelle Escuela de Estudios Árabes en 1932, son maître Miguel Asín Palacios l'étant de celle de Madrid, créée simultanément. Toutes deux éditent la revue Al-Andalus.
Son œuvre aborde de nombreux sujets : littérature comparée, métrique arabe, khardjas, parémiologie, zadjals. Il traduit les grands classiques de la littérature arabe. Il est également l’auteur d'une traduction de El collar de la paloma du Cordouan Ibn Hazm, avec prologue d'Ortega y Gasset.
Entre 1958 et 1969, il est ambassadeur d'Espagne à Bagdad, Beyrouth et Ankara.
Il reçoit le second prix international Menéndez Pelayo (1988), le prix national d'histoire d'Espagne (1990), le prix Princesse des Asturies de communication et humanités (1992), membre de l'Académie royale espagnole, et membre et directeur de l'Académie royale d'histoire entre 1989 et 1995. Emilio García Gómez fut par ailleurs membre de l'Académie du royaume du Maroc.
Les dernières années de sa vie sont consacrées à l'étude de la poésie épigraphique de l'Alhambra.

## Distinctions
- Grand-croix de l'ordre d'Isabelle la Catholique

## Principales publications
- 1952 : Poesía arábigo-andaluza, breve síntesis histórica
- 1975 : Las jarchas romances de la serie árabe en su marco